# تورنارچیو
تورنارچیو (به ایتالیایی: Tornareccio) یک کومونه در ایتالیا است که در استان کییتی واقع شده‌است.

## خصوصیات
تورنارچیو ۲۷ کیلومترمربع مساحت و ۱٬۹۸۳ نفر جمعیت دارد و ۶۳۰ متر بالاتر از سطح دریا واقع شده‌است.